# ウーベ・ベーベルスドルフ
ウーベ・ベーベルスドルフ（ドイツ語: Uwe Bewersdorf、1958年11月4日 - ）は、東ドイツ出身の男性フィギュアスケート選手(ペア)。パートナーはマヌエラ・マガー。
1980年レークプラシッドオリンピック銅メダリスト。

## 経歴
- 1958年、東ドイツのザクセン州フライタールに生まれる。
- 1980年レークプラシッドオリンピックで銅メダルを獲得。直後の1980年世界フィギュアスケート選手権で2位となり、パートナーのマガーが競技から引退。
- 新しくマリナ・シュルツと組み競技を続けるが度重なる怪我もあり国際大会に出場することはできなかった。
- 現在は競技から完全に引退し、税理士として活動している。

## 主な戦績
| 大会/年        | 1976-77 | 1977-78 | 1978-79 | 1979-80 |
| -------------- | ------- | ------- | ------- | ------- |
| オリンピック   |         |         |         | 3       |
| 世界選手権     | 5       | 2       |         | 2       |
| 欧州選手権     | 4       | 3       |         | 5       |
| 東ドイツ選手権 | 1       | 1       |         | 2       |